# Cladodiptera limpida
Cladodiptera limpida är en insektsart som först beskrevs av Walker 1851.  Cladodiptera limpida ingår i släktet Cladodiptera och familjen Dictyopharidae. Inga underarter finns listade i Catalogue of Life.